# Tauitaui
Tauitaui (Tawi-Tawi) é um província de  classe de renda da terceira província (d) na região Bangsamoro (BARMM), nas Filipinas. De acordo com o censo de 1 de maio  de  2020 possui uma população de 440 276 pessoas e 74 768 domicílios.
É a província mais meridional do país. É também o nome da principal ilha da região. Fica apenas a 20 km de Sabá, na Malásia. A sua capital é Bongao.

## Subdivisões
Municípios
- Bongao
- Languyan
- Mapun
- Panglima Sugala
- Sapa-Sapa
- Sibutu
- Simunul
- Sitangkai
- Ubian do Sul
- Tandubas
- Ilhas Tartarugas